# Paul Bracq
Paul Bracq (Bordeaux, 13 dicembre 1933) è un designer automobilistico francese.

## Biografia

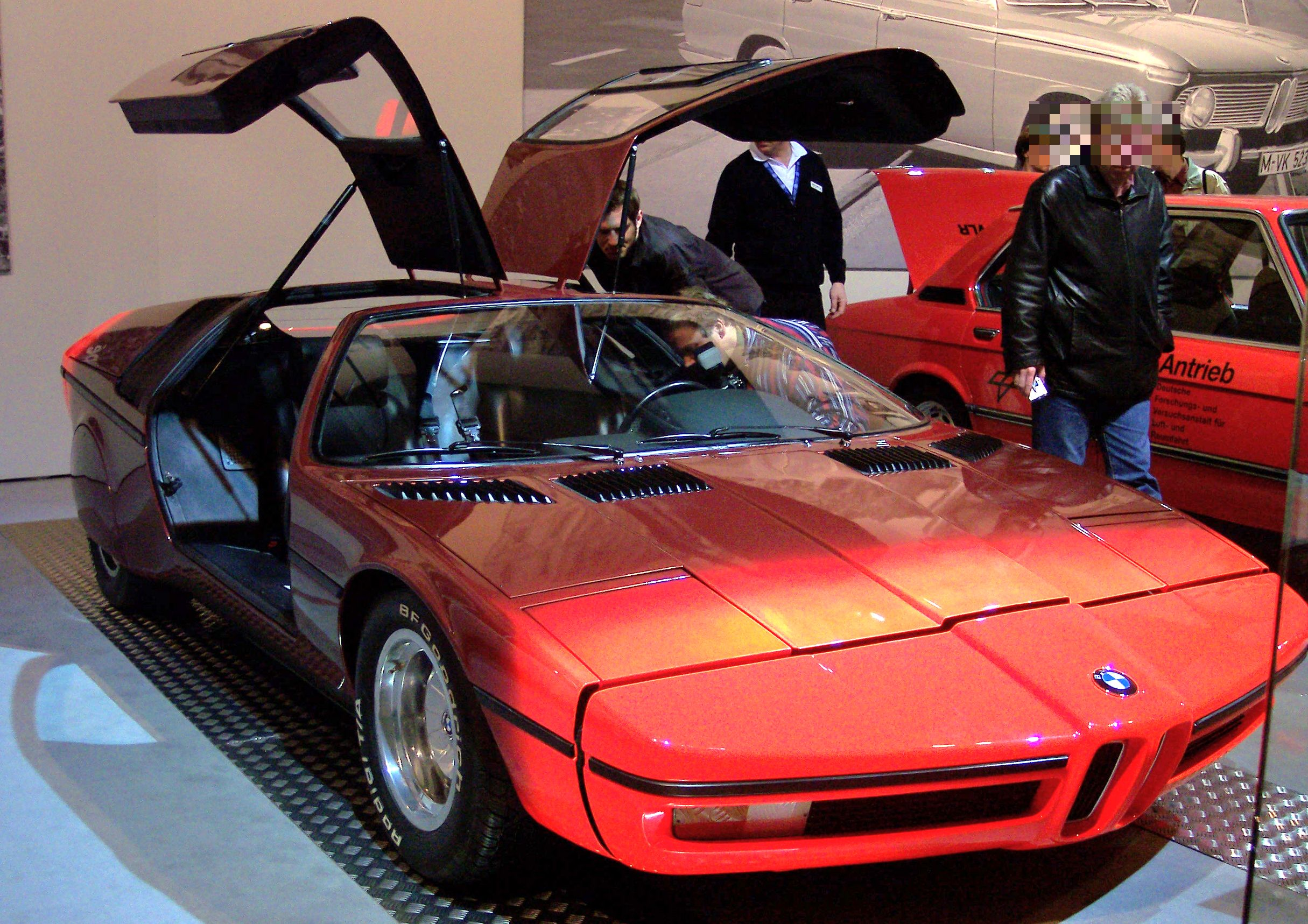
BMW Turbo, una delle auto più rappresentative del design di Bracq

### Gli inizi
Fin da giovane, Paul Bracq denota una particolare inclinazione per il disegno, ma anche per la scultura. Già nel 1950 si iscrisse alla Boulle School of Design di Parigi, dove ricevette anche un premio per una scultura in legno. Nel 1953 passò a collaborare con Philippe Charbonneaux, presso la Citroën, dove firmò le linee di un prototipo della casa della double chevron con carrozzeria di tipo limousine presidenziale.
A metà degli anni cinquanta viene chiamato a prestare il servizio militare in Germania. Qui continuò a guardarsi intorno per quanto riguardava i possibili sbocchi per il suo talento. 

### Il Gruppo Daimler-Mercedes

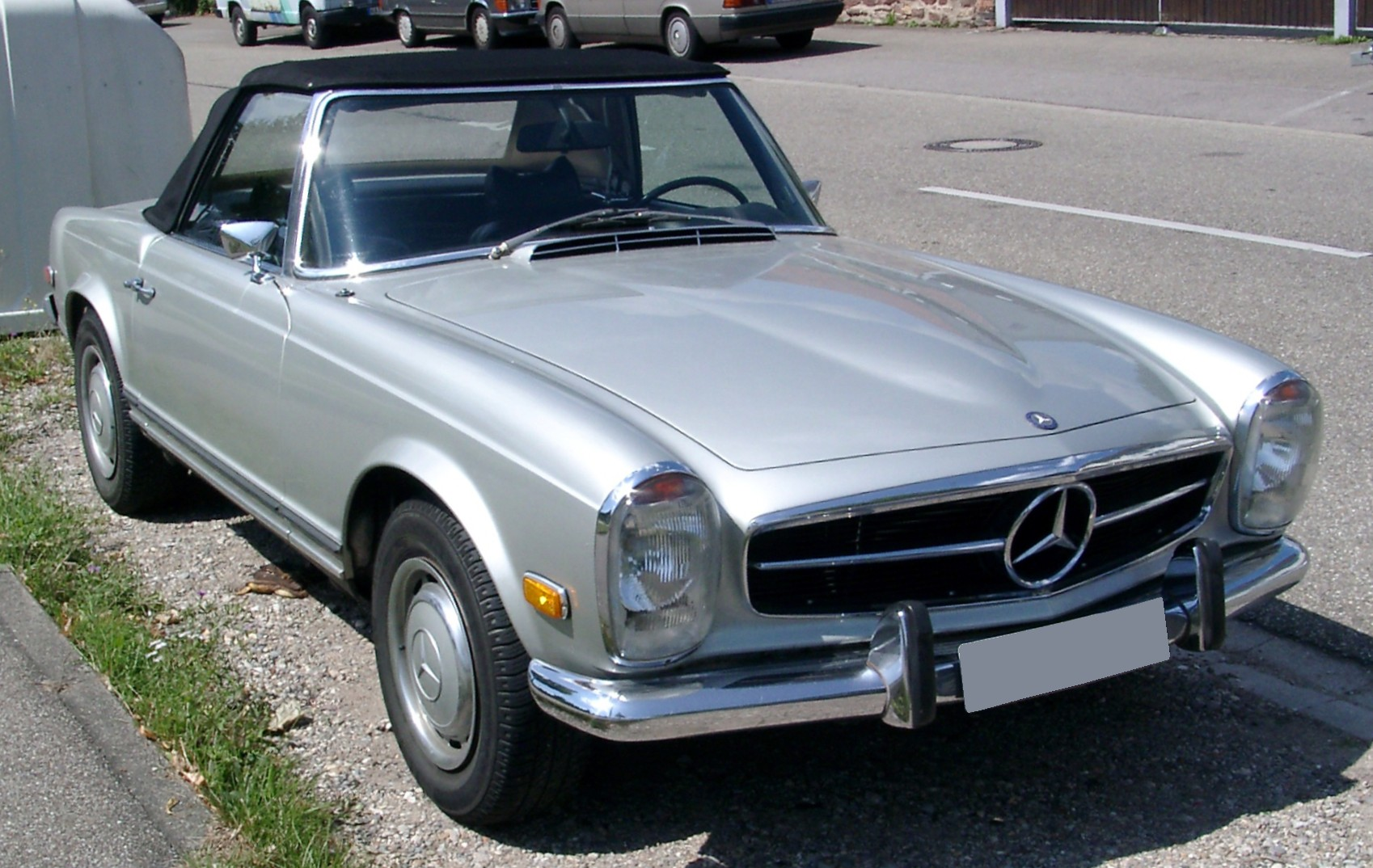
Mercedes-Benz W113 SL Pagoda, una delle prime autovetture disegnata da Bracq

Fu così che nel 1957, terminato il servizio di leva, venne assunto dalla Daimler-Benz. Di lì a poco sarebbe divenuto responsabile della sezione Advanced Design della Mercedes-Benz. Fu questo il periodo in cui sarebbero nati alcuni tra i suoi più significativi capolavori, tra cui l'imponente Mercedes-Benz 600 e la sportiva SL Pagoda. All'inizio del 1958, Bracq vide entrare a collaborare con lui anche un altro promettente giovane, un certo Bruno Sacco, che durante gli anni settanta ne avrebbe preso il posto come responsabile.

### Il periodo BMW

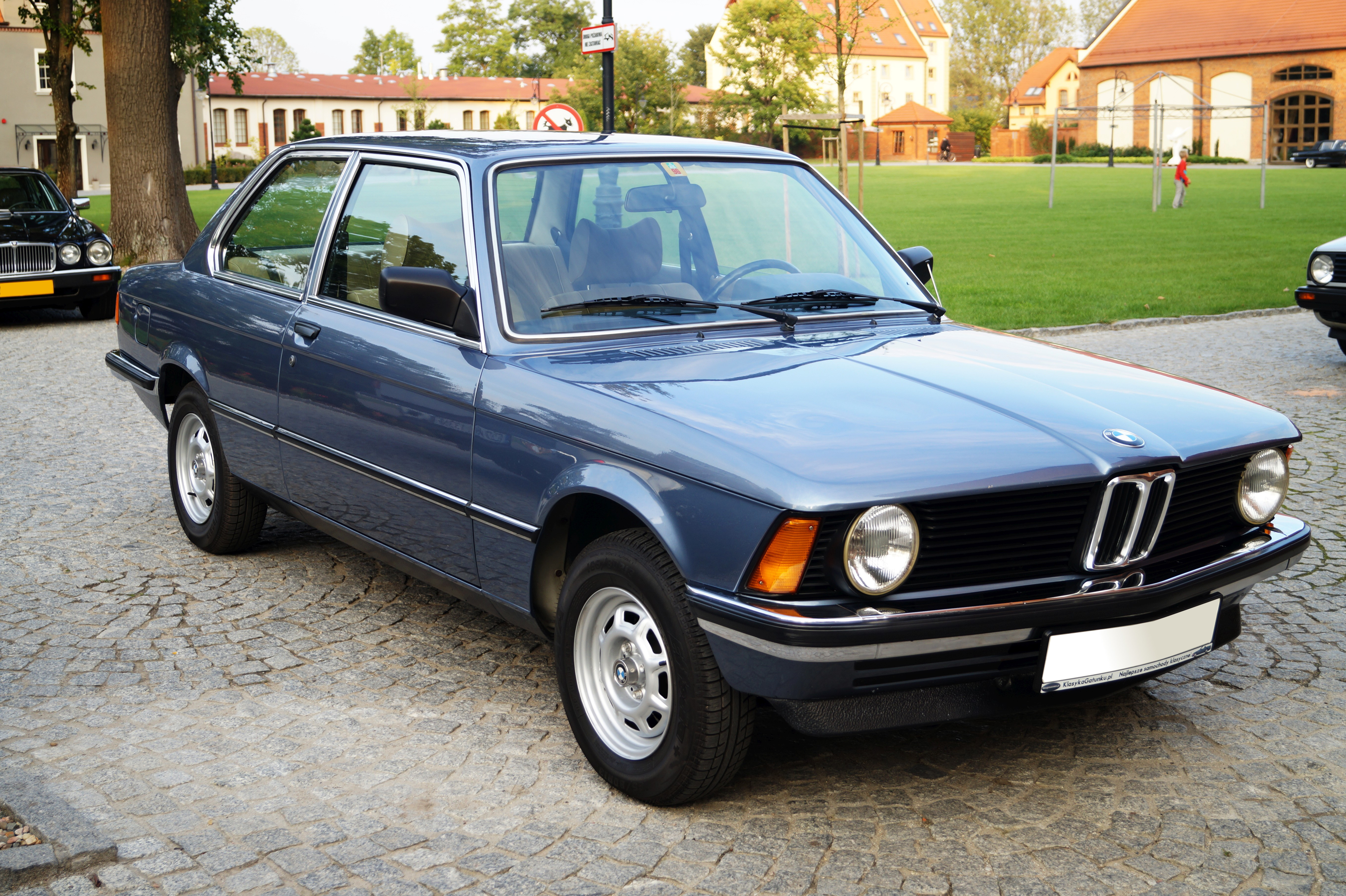
BMW 316 E21, una delle vetture di maggior successo del designer francese

Nel 1967 Paul Bracq lascia la Mercedes-Benz e torna in Francia ad occuparsi del progetto TGV per la SNCF. Nel 1970 torna in Germania, dove viene assunto dalla BMW in qualità di responsabile del design. Anche qui avrebbe dato prova delle sue capacità firmando la linea delle berline della casa bavarese, ossia le Serie 3, 5 e 7. Anche la grossa coupé BMW, la Serie 6, portò la firma di Bracq, nonché la BMW Turbo, considerata il suo capolavoro. 

### Il periodo Peugeot
Nel 1974, Bracq si accomiatò dalla BMW per tornare nuovamente in Francia, stavolta presso la Peugeot, e non più come responsabile bensì come collaboratore di Gerard Welter. Qui si sarebbe occupato del design degli interni delle vetture della Serie 05 e 06 della casa francese. Gli ultimi modelli Peugeot della serie 06 risalgono alla fine del XX secolo. Paul Bracq rimane attivo anche negli anni 2000: prosegue con altre attività, come la scultura, ma anche come giudice in alcuni prestigiosi concorsi di eleganza. Molti dei suoi disegni sono oggetto di ricerca da parte di alcuni accaniti collezionisti.

## Modelli disegnati
- Mercedes-Benz 600 W100
- Mercedes-Benz W111/112
- Mercedes-Benz W113 Pagoda
- Mercedes-Benz W108/109
- Mercedes-Benz W114/115
- BMW Serie 3 E21
- BMW Serie 5 E12[2]
- BMW Serie 7 E23
- BMW Serie 6 E24 (1976)[3]
- BMW Turbo (1972)
- Peugeot 205 (interni)[4]